# 조선노동동흥회
조선노동동흥회는 1926년 9월에 일본 동경에서 결성되었던 조선인 노동조합이다. 고이시카와 구(小石川區) 스와 정(言取訪町) 54에 사무실을 두었다. 최낙종(崔洛鍾)이 이 지역에서 일하고 있었던 조선인 위생인부를 대상으로 조직했다. 결성 직후에는 재일본조선노동총동맹에 가입해 활동했다. 그 후 아나키즘계열의 단체로 성격을 바꾸어 흑풍회의 가장 큰 세력을 가진 우의(友宜)단체로서 활동했다.
이 단체의 기관지는 이문열(李汶烈)이 중심이 되어 1930년 7월 22일에 창간한 『흑색신문 (黑色新聞)』(조선어 신문)이다. 그러나 곧 발행금지처분을 받아 이후부터는 편집인의 검거 속에서 발행되었다. 연이은 발행금지처분 속에서 1932년 9월 30일에 제9호가 발행되었으나 자금부족으로 일시 휴간했다가 10월 18일에 10호를 발행했다. 『흑색신문』은 자금 부족과 당국의 탄압 속에서도 매월마다 발간했으나 제37호를 발간하고 자금이 고갈됨에 따라 1935년 5월 6일 폐간되었다.
파쇼체제의 강화로 인해 1930년대 중반부터 일본 지역의 사회운동은 심한 탄압 속에서 명맥을 이어나가기 힘든 상황에 처하게 되었다. 1936년 3월 당국의 검거로 인해 조선인아나키즘단체인 흑우연맹이 해산된 후 조선노동동흥회도 탄압을 이기지 못하고 1937년 1월 해체되었다.